# Take a Bow
Take a Bow (с англ. — «Поклонись») — второй сингл американской певицы Мадонны с альбома 1994 года — «Bedtime Stories». Эта песня Бэйбифейса, выпущенная синглом в декабре 1994 года, провела на вершине Billboard Hot 100 дольше, чем любая песня Мадонны со времён Like a Virgin. Мадонна и Бэйбифейс вместе исполнили «Take a Bow» на церемонии American Music Award в 1995 году.

## О песне
«Take a Bow» — второй сингл с альбома 1994 года — «Bedtime Stories», стал одиннадцатым синглом № 1 Мадонны в Америке. Он возглавлял хит-парад «Billboard Hot 100» в течение семи недель, что является рекордом певицы. Это меланхоличная, великолепно написанная баллада, созданная для Мадонны Кенни Эдмондсом, известным как Babyface. «Take A Bow» — это мрачная, саркастичная песня о неразделённой любви (излюбленная тема текстов Мадонны). Баллада стала одним из самых продаваемых синглов 1995 года.
Несмотря на высокий успех песни, Мадонна до 2016 года никогда не исполняла её на гастролях. 4 февраля 2016 года певица исполнила песню на концерте в Тайбэе (Тайвань).
«Take a Bow» используется в заключительном эпизоде первого сезона телесериала «Друзья» (Эпизод, где Рейчел понимает), в котором Рейчел Грин едет в аэропорт признаться Россу в том, что знает о том, что он влюблён в неё.
«Take a Bow» также используется в заключительном сезоне телесериала «Беверли-Хиллз, 90210».

## Позиции вчартах
Сингл получил сертификацию «золото» и был признан одним им самых успешных записей певицы. Сингл участвовал в различных хит-парадах, начиная от The United Kingdom Top 10 и заканчивая Top 10 Hits. К Рождеству 1994 года количество продаж сингла достигло 102,739 копий, после чего сингл попал в десятку лучших хитов Мадонны.
«Take A Bow» стал пятым синглом певицы, достигшим позиции # 1 в хит-параде Adult Contemporary chart в США, после выпуска ранних синглов певицы «Live To Tell», «La Isla Bonita», «Cherish», и «I'll Remember». Песня также является последний синглом (по дате) участвовавшим в хит-парадах «Top 40» в США и «R&B Chart». Известен официальный ремикс на песню «Take A Bow», автором которого является DJ и звукозаписывающий продюсер — Стив Харли.

## Музыкальное видео

### Премьера клипа

Мадонна в клипе на песню Take a Bow

Съемки видеоклипа на песню «Take A Bow» проходили в Испании, в городе Ронда с 3 по 8 ноября 1994 года. Основной тематикой клипа стали бои быков. В съёмках принял участие известный тореадор Эмилио Муньос (Emilio Muñoz).
В период работы над клипом, певица участвовала в работе над фильмом «Эвита» режиссёра Алана Паркера, где Мадонна исполнила главную роль — Эвы Перон).
Видео занимает 27 место в программе «50 сексуальных видео моментов» (англ. 50 Sexiest Video Moments) на американском музыкальном телеканале «VH1».
Видеоклип также выиграл в номинации Лучшее Женское Видео (англ. Best Female Video) в 1995 году на MTV Video Music Awards.

### Позиция критиков
Видеоклип вызвал неоднозначную реакцию активистов за права животных, обвинивших певицу в прославлении боя быков. Австралийская национальная общественная телесеть ABC TV отказалась транслировать видео в ночном эфире в рамках Rage, музыкального шоу, сконцентрированном на видеоклипах, согласно G-рейтингу Top 50 Program.
- Режиссёр: Майкл Хауссман
- Продюсеры: Пол McPadden, Донни Мастерс
- Исполнительный продюсер: Роберто Чеккини
- Оператор: Харрис Савидес
- Редактор: Роберт Даффи
- Производство компании: The A+R Group

## Список композиций
- Сингл

1. «Take a Bow» [Indasoul Remix] — 4:58
2. «Take a Bow» [Indasoul Instrumental] — 4:58
3. «Take a Bow» [Album Version] — 5:21
4. «Take a Bow» [Instrumental] — 5:21
5. «Take a Bow» [Silky Soul Mix] — 4:12
6. «Take a Bow» [Silky Soul Instrumental Mix] — 4:20

## Официальные версии иремиксы
- Album Version (5:21)
- Album Version — Edit (4:31)
- Album Version — Instrumental (5:21)
- In Da Soul Remix (4:57)
- In Da Soul Remix — Edit (4:02)
- In Da Soul Remix — Instrumental (4:57)
- Silky Soul Remix (4:10)
- Silky Soul Remix — Instrumental (4:10)

## Кавер-версии
- Филиппинская исполнительница босса-новы — Ситти (Sitti Navarro) записала кавер-версию песни для своего второго альбома — «Моя Босса-нова» (англ. My Bossa Nova).
- Корейская рок-группа — Jaurim включили свою кавер-версию песни в альбом The Youth Admiration.
- Триша Ирвуд и Babyface записали кавер-версию песни для CMT (полн. Country Music Television) 21 сентября 2007 года.
- Мелисса Тоттен сделала кавер-версию песни в стиле Hi-NRG для своего танцевального альбома 2008 года — «Мадонна навсегда» (англ. Forever Madonna).

## Чарты
| Чарт (1994/1995)                   | Место |
| ---------------------------------- | ----- |
| Australia Singles Chart            | 15    |
| Austrian Singles Chart             | 22    |
| Belgian Singles Chart (Flanders)   | 19    |
| Canadian RPM Singles Chart         | 1     |
| Dutch Singles Chart                | 34    |
| French Singles Chart               | 25    |
| German Singles Chart               | 18    |
| Irish Singles Chart                | 17    |
| Italian Singles Chart              | 2     |
| New Zealand Singles Chart          | 9     |
| Norwegian Singles Chart            | 13    |
| Swedish Singles Chart              | 19    |
| Swiss Singles Chart                | 8     |
| UK Singles Chart                   | 16    |
| US Billboard Hot 100               | 1     |
| US Billboard Hot R&B/Hip-Hop Songs | 40    |
| US Billboard Adult Contemporary    | 1     |

| 1994                       | Место |
| -------------------------- | ----- |
| Italian Singles Chart      | 37    |
| 1995                       | Место |
| Canadian RPM Singles Chart | 3     |
| Swiss Singles Chart        | 37    |
| US Billboard Hot 100       | 8     |

| Чарт (1990—1999)       | Место |
| ---------------------- | ----- |
| U.S. Billboard Hot 100 | 24    |

| Регион         | Сертификация | Продажи |
| -------------- | ------------ | ------- |
| Италия         | —            | 300,000 |
| Великобритания | —            | 102,739 |
| США (RIAA)     | Золотой      | 500,000 |